# Vale de Bandama
Vale de Bandama (em francês: Vallée du Bandama) é uma das 19 regiões da Costa do Marfim.

## Dados
Capital: Bouaké
Área: 28 530 km²
População: 1 335 500 hab. (2002)

## Departamentos
A região de Vallée du Bandama está dividida em cinco departamentos:
- Béoumi
- Bouaké
- Dabakala
- Katiola
- Sakassou